# En chair et en os
Pour plus de détails, voir Fiche technique et Distribution.
En chair et en os (Carne trémula) est un thriller franco-espagnol réalisé par Pedro Almodóvar sorti en 1997. Le film met en vedette Javier Bardem.

## Synopsis
Víctor recherche Helena, avec laquelle il a fait l'amour dernièrement. Il lui rend visite dans son appartement, mais celle-ci ne le reconnaît pas et le presse de s'en aller car elle attend son dealer. Mais deux policiers, attirés par l'agitation de la rencontre, arrivent dans l'appartement, et un coup de feu part. Dans les dix dernières minutes du film, on apprend que c'est Sancho qui tire le coup de feu.
Le policier David est paralysé pour le reste de sa vie mais se marie avec Helena et devient un joueur de basket handisport très connu. Víctor, toujours amoureux d'Helena, doit aller en prison. Le jour où il sort, il décide de se venger d'Helena en lui faisant l'amour parfaitement, mais il devient d'abord l'amant de la femme de Sancho, l'autre policier qui était présent le soir du coup de feu dans l'appartement.
Une intrigue resserrée se noue alors entre ces quelques personnages. Aussi bien à la manière des films noirs américains des années 1940, que dans le style d'un film tel que La Vie criminelle d'Archibald de la Cruz de Luis Buñuel.

## Commentaires
Dans cette adaptation très libre d’un roman policier L'Homme à la tortue (Live Flesh) de Ruth Rendell, Pedro Almodóvar conserve surtout les jeux de l’amour et du désir, en retraçant le parcours d’un jeune adulte naïf et sensible, campé par Liberto Rabal.
Almodóvar dit de ce film : « Comme quasi tous mes films, En chair et en os n'est pas facile à classer au niveau du genre. Je sais seulement qu'il s'agit du film le plus troublant que j'ai fait jusqu'à ce jour et qui m'a le plus troublé. […] En chair et en os est un drame intense, baroque et sensuel (totalement indépendant de la nouvelle de Ruth Rendell qui en fut l'inspiration) qui tient du thriller et de la tragédie classique. »

## Fiche technique
- Réalisation : Pedro Almodóvar
- Scénario : Pedro Almodóvar, Jorge Guerricaechevarría et Ray Loriga, d'après le roman L'Homme à la tortue (Live Flesh) de Ruth Rendell
- Producteur : Agustín Almodóvar
- Musique : Alberto Iglesias
- Photographie : Affonso Beato
- Montage : José Salcedo
- Musique : Alberto Iglesias
- Décors : Antxón Gómez (es)
- Costumes : José María De Cossío
- Langue : espagnol
- Genre : Thriller, film dramatique
- Sortie :
  -  Espagne : 10 octobre 1997
  -  France : 29 octobre 1997

## Distribution
- Javier Bardem (VF : Thierry Ragueneau ; VQ : James Hyndman) : David
- Francesca Neri (VF : Rafaèle Moutier ; VQ : Hélène Mondoux) : Helena
- Liberto Rabal (VF : Lionel Melet ; VQ : Martin Watier) : Víctor Plaza
- Ángela Molina (VF : Véronique Augereau ; VQ : Diane Arcand) : Clara
- José Sancho (VF : Hervé Jolly ; VQ : Vincent Davy) : Sancho
- Mariola Fuentes (VF : Marie-Laure Beneston) : Clementina
- Penélope Cruz (VQ : Aline Pinsonneault) : Isabel Plaza Caballero
- Pilar Bardem (VF : Michèle Bardollet ; VQ : Claudine Chatel) : Doña Centro de Mesa
- Álex Angulo (VF : Philippe Peythieu) : chauffeur du bus